# Centromerus fagicola
Centromerus fagicola là một loài nhện trong họ Linyphiidae.
Loài này thuộc chi Centromerus. Centromerus fagicola được J. Denis miêu tả năm 1948.